# 사우스조지아 사우스샌드위치 제도의 문장

사우스조지아 사우스샌드위치 제도의 문장

사우스조지아 사우스샌드위치 제도의 문장은 1985년 영토가 창설되면서 부여되었다. 문장은 사우스조지아섬에 있는 순록 두 무리의 순록이다. 표어는 Leo Terram Propriam Protegat이다.